# Kurt Fearnley
Pour les articles homonymes, voir Fearnley.
Kurt Fearnley (né le 23 mars 1981 à Cowra) est un athlète handisport australien, concourant en catégorie T54 spécialiste du demi-fond et des courses de fond. Il est triple champion paralympique, ayant participé à cinq éditions consécutives, et officier de l'Ordre d'Australie. Il est porte-drapeau de la délégation australienne pour la cérémonie de clôture des Jeux du Commonwealth de 2018, durant lesquels il a gagné sa quatrième médaille en trois participations.

## Biographie
En 2011, il remporte l'épreuve handisport du Marathon de Chicago en 1 h 29 min 18 s. En 2013, il s'impose à Londres en 1 h 31 min 29 s et l'année suivante, il est deuxième à Chicago derrière Joshua George et remporte la course de New York. De nouveau vainqueur en 2015 de l'épreuve handisport du Marathon de Chicago, il termine deuxième à Londres et à New York en 2016, à chaque fois derrière Marcel Hug. Il est encore deuxième derrière Hug à Chicago en 2017.

### Palmarès
| Date | Compétition              | Lieu           | Résultat | Épreuve           | Performance   |
| ---- | ------------------------ | -------------- | -------- | ----------------- | ------------- |
| 2000 | Jeux paralympiques d'été | Sydney         | 2e       | 800 m T54         |               |
| 2000 | Jeux paralympiques d'été | Sydney         | 2e       | 4 × 100 m T53/T54 |               |
| 2004 | Jeux paralympiques d'été | Athènes        | 1er      | 5 000 m T54       |               |
| 2004 | Jeux paralympiques d'été | Athènes        | 1er      | Marathon T54      |               |
| 2004 | Jeux paralympiques d'été | Athènes        | 2e       | 4 × 100 m T53/T54 |               |
| 2008 | Jeux paralympiques d'été | Pékin          | 2e       | 800 m T54         |               |
| 2008 | Jeux paralympiques d'été | Pékin          | 3e       | 1 500 m T54       |               |
| 2008 | Jeux paralympiques d'été | Pékin          | 2e       | 5 000 m T54       |               |
| 2008 | Jeux paralympiques d'été | Pékin          | 1er      | Marathon T54      |               |
| 2010 | Jeux du Commonwealth     | New Delhi      | 1er      | 1 500 m T54       | 3 min 19 s 86 |
| 2012 | Jeux paralympiques d'été | Londres        | 2e       | 5 000 m T54       |               |
| 2012 | Jeux paralympiques d'été | Londres        | 3e       | Marathon T54      |               |
| 2014 | Jeux du Commonwealth     | Glasgow        | 2e       | 1 500 m T54       | 3 min 23 s 08 |
| 2016 | Jeux paralympiques d'été | Rio de Janeiro | 3e       | 5 000 m T53/T54   |               |
| 2016 | Jeux paralympiques d'été | Rio de Janeiro | 2e       | Marathon T54      |               |
| 2018 | Jeux du Commonwealth     | Gold Coast     | 2e       | 1 500 m T54       | 3 min 23 s 08 |
| 2018 | Jeux du Commonwealth     | Gold Coast     | 2e       | Marathon T54      |               |

### Récompenses
- Il est nommé personnalité sportive de l'année par l'Australian Institute of Sport Awards en 2014
- Il est porte-drapeau de la délégation australienne pour la cérémonie de clôture des Jeux du Commonwealth de 2018[1]
- Il a été élevé au range d'officier de l'Ordre d'Australie[1].